# Фрейдун Іван
Іва́н Фрейдун (нар. 1981, с. Ясениця-Замкова, Старосамбірський район, Львівська область) — український пауерліфтер, заслужений майстер спорту України з пауерліфтингу, чемпіон та багаторазовий призер Європи з пауерліфтингу, п’яти разовий чемпіон світу з пауерліфтингу, 27 разовий рекордсмен Європи та Світу, бронзовий призер Всесвітніх ігор 2005 року з неолімпійських видів спорту.

Народився у селянській родині. Батько працював трактористом, мати — у сільському клубі. Ще будучи малим, намотував на шестерню колеса й піднімав її замість штанги. Навчався у львівському професійно-технічному училищі № 26, весь вільний час проводив у спортзалі.

З дружиною виховують сина та дочку.

## Спортивні досягнення
- золота медаль на чемпіонаті України-1997 серед кадетів,
- чемпіон України серед юніорів 1999 року, встановив новий рекорд України з паверліфтингу у вазі до 82,5 кг,
- посів першу сходинку на чемпіонаті світу в Болгарії, другу позицію — на чемпіонаті світу в Японії,
- 2002 року став переможцем чемпіонату світу в Словаччині,
- 2004 року здобув золоту нагороду на чемпіонаті світу, вагова категорія понад 100 кг,
- 2005 року здобув золоту нагороду на чемпіонаті світу, вагова категорія понад 100 кг, встановив новий світовий рекорд,
- 2014 року в сумі трьох вправ підняв 1122,5 кг.